# It Gets Better
It Gets Better [bude to lepší] je internetový projekt založený ve Spojených státech Danem Savagem a jeho manželem Terry Millerem 21. září 2010, v reakci na sebevraždy teenagerů, kteří byli šikanováni, protože byli homosexuálové, nebo protože je z toho jejich vrstevníci podezírali. Cílem projektu je, aby se zabránilo sebevraždám u LGBT mládeže tím, že budou mít homosexuální dospělé, kteří jim předají zprávu, že život těchto dospívajících se zlepší. Projekt se rychle rozrostl: Během prvního týdne bylo nahráno přes 200 videí a další týden dosáhl Youtube kanál projektu video limitu 650. Projekt je nyní organizován na svých vlastních internetových stránkách It Gets Better Project a obsahuje více než 50.000 položek od lidí všech sexuálních orientací, včetně mnoha celebrit. Videa získala více než 50 milionů zhlédnutí.
Kniha esejů z projektu byla vydána v březnu 2011. Projekt se dostal do Akademie televizních umění a vědy. Guvernerské ocenění na 64. Primetime Creative Arts Emmy Awards za "strategicky, kreativně a mocné využití médií ke vzdělání a inspiraci," říká předseda Akademie a generální ředitel Bruce Rosenblum.

## Historie projektu
Projekt byl založen Savagem v reakci na sebevraždu Billyho Lucase a dalších teenagerů, kteří byli šikanováni, protože byli homosexuálové nebo tak byli vnímáni. Jako například Raymond Chase, Tyler Clementi, Ryan Halligan, Asher Brown, a Seth Walsh. Savage napsal: "Přeji si, abych mohl mluvil s tímto dítětem na pět minut. Přeji si, abych mohl říct Billymu, že to bude lepší. Rád bych mu řekl, že jakkoli špatné věci byly, jakkoli izolovaný a sám byl, bude to lepší."
Americký prezident Barack Obama propůjčil svůj hlas hnutí proti šikaně a přispěl videem 21. října 2010, řekl: "Musíme vyvrátit tento mýtus, že šikana je jen normální rituál, že je to jen nějakou nevyhnutelnou součástí dospívání. To není. Máme povinnost zajistit, že naše školy jsou bezpečné pro všechny naše děti. A pro každého mladého člověka tam, co potřebujete vědět, že pokud jste v průšvihu, jsou starostliví dospělí, kteří mohou pomoci." V březnu 2011 hostil Barack Obama a první dáma Michelle Obamová na konferenci proti šikaně.